# Крошка Картошка
«Крошка Картошка» — российская сеть предприятий быстрого питания, состоящая из более 300 точек обслуживания (2023). Центральный офис — в Москве, дополнительный офис — в Санкт-Петербурге. Специализируется на блюдах русской кухни, изготавливаемых на основе печёного картофеля.

## История
В 1998 году Андрей Леонидович Конончук и Виталий Петрович Науменко зарегистрировали компанию «Технология и питание». В августе 1998 года в Москве была открыта первая точка сети автокафе «Крошка Картошка». Основным продуктом сети стал цельный запечённый в фольге картофель с начинкой (сыром, маслом и салатами на выбор).

Кафе «Крошка Картошка» на Новослободской улице в Москве

Впоследствии стала применяться франчайзинговая схема. Поначалу по словам основателей, они продавали франшизу только друзьям.
В 2003 году компания осуществила переход на стационарное размещение кафе в торговых центрах и павильонах.
В начале 2004 года у сети было 7 партнеров и 85 уличных кафе.
За первые восемь лет деятельности фирма открыла более 200 точек автобуфетов, павильонов и стационарных кафе, причём не только в Москве, но и в Санкт-Петербурге, Сергиевом Посаде, Сургуте, Тюмени, Екатеринбурге, Челябинске, Краснодаре, Кургане, Киеве; по состоянию на 2017 год сообщается о 30 городах присутствия и 270 точках.
Как сообщили СМИ, ссылаясь на данные ЕГРЮЛ, в декабре 2020 года года доля в 50 % в компаниях ООО «Краш» и ООО «Сатурн», которые имеют лицензию на товарный знак «Крошка-Картошка», получил предприниматель Денис Деко (один из первых франчайзи сети), он же получил также долю в других пяти организациях, связанных с «Крошкой-Картошкой» (это ООО «Кивин», «Орион», «Юнифуд», «Галактика», «Доминион»). До декабря 2019 года владельцем этих организаций был основатель сети Андрей Конончук. При этом для этих семи юридических лиц в качестве управляющей компании выступает ООО «Эра картофеля», учредителем которого является Лариса Науменко. На ООО «Эра картофеля» также зарегистрированы доменные имена «крошка-картошка.рф» и «крошкакартошка.рф».
Как сообщает РБК, по данным ЕГРЮЛ, в конце апреля 2021 года генеральным директором ООО «Эра картофеля» стал экс-президент ресторанного холдинга «Росинтер» Сергей Зайцев, таким образом, возглавивший сеть «Крошка-Картошка» и заменивший на этом посту Ларису Науменко. По информации РБК:
В «Крошке-Картошке» Зайцев будет реализовывать новый проект, включающий ребрендинг и новую стратегию развития компании.

## Проблемы
Из-за того, что технологию производства печеного картофеля с начинками невозможно запатентовать (это широко известная и давно применяемая технология), существует угроза копирования схемы бизнеса. И некоторые бывшие партнеры действительно приняли решение работать самостоятельно, что привело к конфликтам. Тем не менее, у компании имеются «запатентованное цветовое сочетание, логотип, торговая марка, устройство автобуфета, расположение оборудования в стационарах», а также эксклюзивная технология приготовления печеного картофеля.